# Černihivský rajón (Záporožská oblast)
Černihivský rajón (ukrajinsky Чернігівський район) byl rajón v Záporožské oblasti na Ukrajině. Hlavním městem byla Černihivka a rajón měl přibližně 16 tisíc obyvatel. 

## Sídla v rajónu
- Černihivka